# Glorieta de los Toreros (Sevilla)

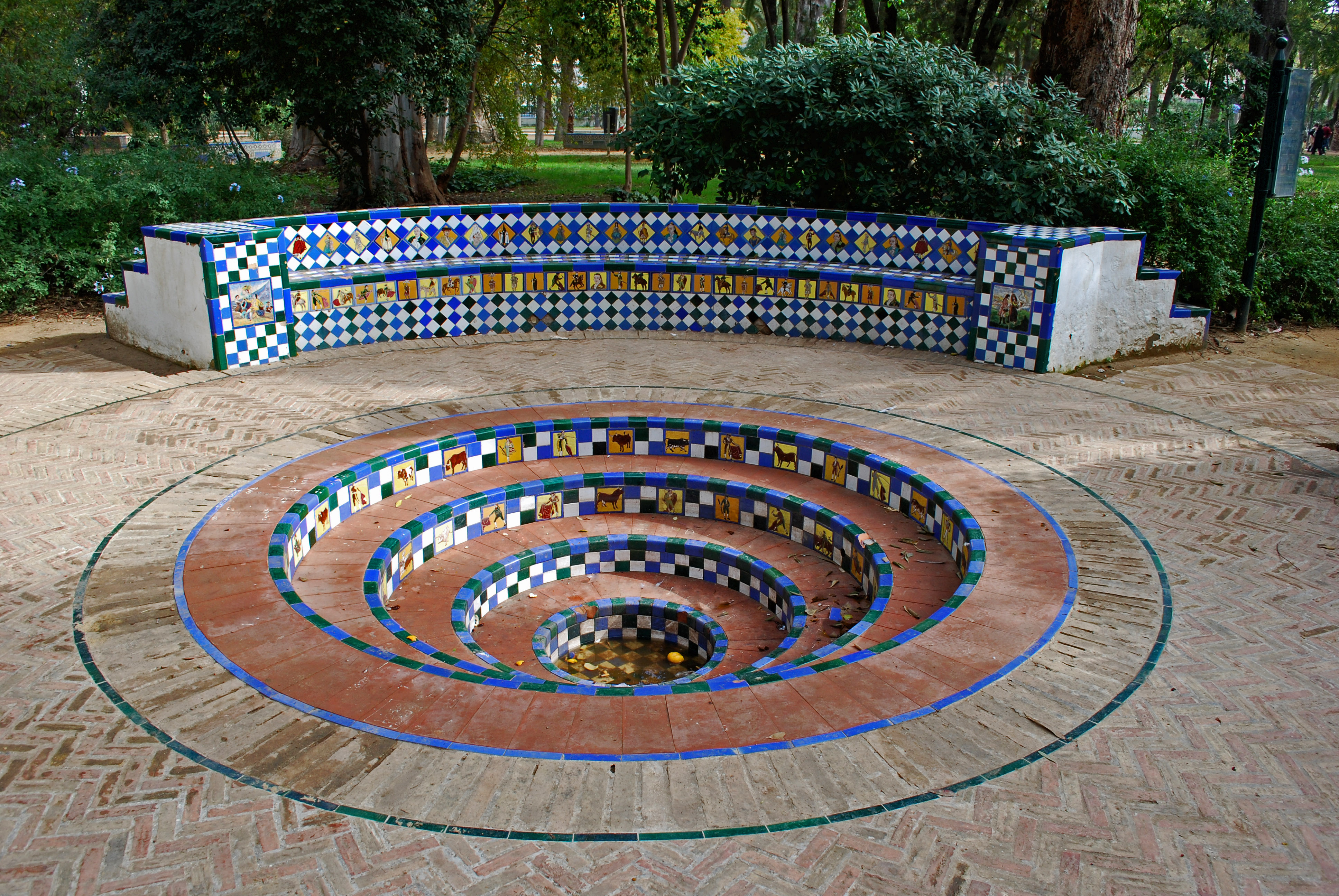
Fuente de los toreros, en la que destacan los azulejos policromados, alusivos al mundo taurino.

La Glorieta de los Toreros se encuentra en el parque de María Luisa de Sevilla. Al igual que otros muchos proyectos realizados de cara a la Exposición Iberoamericana de 1929, es de carácter regionalista. Cuenta con una fuente y unos bancos decorados con azulejos. Fue realizada en 1929.

## Descripción
Está compuesta en un pequeño espacio circular con una pequeña fuente central. La fuente posee cuatro escalones más abajo. Está rodeada por cuatro bancos, todo adornado con pequeños azulejos pintados a mano y policromados que representan a toreros y personajes castizos andaluces ataviados con trajes populares de los siglos XVIII a XX. Entre ellos hay una mujer con toca blanca, cantaores, guitarristas, gitanos, seises, toreros, picadores, nazarenos, etc. Tiene como acceso cuatro pasillos demarcados por los bancos que la componen.
La vegetación que le rodea está compuesta de naranjos, setos de pitosporos (Pittosporum tobira), boj (Buxus sempervirens) y altos eucaliptos (Eucalyptus). Por un sendero que hace de camino de salida de la glorieta se pueden observar setos de espireas (Spiraea cantoniensis) y una tuya articulada, también conocida como araar (Tetraclinis articulata).
Está situada detrás de la Glorieta Hermanos Álvarez Quintero.
Fue totalmente restaurada en el año 2002.